# メガボックス・オンドゥラティ・デルサビオ・ヴァッレフォリア
メガボックス・オンドゥラティ・デルサビオ・ヴァッレフォリア（Megabox Ondulati Del Savio Vallefoglia）は、イタリアのマルケ州ヴァッレフォリアを本拠地とするスポーツクラブチームであり、2024/25シーズンはイタリアセリエAのA1に所属している。

## 歴史
2019年にヴァッレフォリアに拠点を置くMegaVolley設立。ブレシア県にあるオスピタレットにあるヴィルトゥス社との合意に達し、セリエB1ライセンスを取得。2019/20シーズンはセリエB1のグループCから参戦。2020/21シーズンにはセリエA2へ参戦し、リーグ準優勝を果たすと、プレーオフにてセリエA1昇格の権利を得た。2021/22シーズンは世界各国から有力な選手を獲得し、セリエA1へ参戦。レギュラーラウンドを8勝18敗で9位となり、プレーオフ進出は逃したが9位の成績でセリエA1リーグを終えた。2022/23シーズンはレギュラーラウンドを11勝15敗でプレーオフ進出ならず最終的には11位でリーグを終えた。

## 登録選手
2024/-25年シーズンの登録選手は次の通り。
| 背番号 | 名前                   | ポジション           | 身長 | 備考       |
| ------ | ---------------------- | -------------------- | ---- | ---------- |
| 1      | エルブリラ・ビチ       | オポジット           | 1.86 |            |
| 2      | アリス・デグラディ     | アウトサイドヒッター | 1.82 | キャプテン |
| 4      | Alice Feduzzi          | リベロ               | 1.64 |            |
| 5      | Francesca Michieletto  | アウトサイドヒッター | 1.82 |            |
| 6      | ガイア・ジョバンニーニ | アウトサイドヒッター | 1.82 |            |
| 7      | キアラ・デ・ボルトリ   | リベロ               | 1.76 |            |
| 8      | Sonia Candi            | ミドルブロッカー     | 1.87 |            |
| 9      | Alice Torcolacci       | ミドルブロッカー     | 1.82 |            |
| 10     | ラダ・ペロビッチ       | セッター             | 1.82 |            |
| 11     | マヤ・ストーク         | オポジット           | 1.84 |            |
| 13     | Viktoriia Kobzar       | セッター             | 1.84 |            |
| 17     | カミラ・バイツェル     | ミドルブロッカー     | 1.95 |            |
| 22     | シモーン・リー         | アウトサイドヒッター | 1.88 |            |
| 99     | ピア・ケストナー       | セッター             | 1.82 |            |

## 主な歴代所属選手
- イマコラータ・シレッシ
- ソフィア・ドドリーコ
- カミーラ・ミンガルディ
- マイカ・ハンコック
- アンドレア・ドルーズ
- メレーテ・ラッツ
- ケニア・カルカセス
- タチアナ・コシェレワ
- ラウラ・ダイケマ
- アナ・ビエリツァ
- マヤ・アレクシッチ
- シネイド・ジャック
- ラケル・ラザロ